# Jesús Navas
Jesús Navas González (Los Palacios y Villafranca, 1985. november 21. –) spanyol labdarúgó. A testvére, Marco szintén labdarúgó. Az első klub, ahol játszott az Unión Deportiva Los Palaciós volt.

## Kezdetek
Jesús Navas futballkarrierje hazájában, egy helyi klubban, az Unión Deportiva Los Palaciósban kezdődött ahol megedződött, már akkor nagyon jól cselezett.
Majd kapott egy hívást Pablo Blancotól, a Sevilla FC technikai vezetőjétől. Mesélték, hogy a szurkolók körülvették Pablot hogy meghallgassák ahogyan érdeklődik Jesús iránt. Ezután nem hezitált sokat a leigazolásán, hogy eddzen és fejlődjön Sevillában.

## Sevilla
Jesús eligazolt a Sevilla Atléticohoz 16 évesen. A 2003-as idényben debütált az RCD Espanyol ellen. A meccs végül rossz eredménnyel zárult a sevillaiak számára. 10 meccset játszott a csapattal de nem szerzett gólt a 2002–2003-as idényben. A következő évben megkapta az edző bizalmát és 22 meccsen keresztül küzdött a ligában, 3 lehetőségből egyet sem hibázott. Amint véget ért a meccs az ő kiváló játékával, előrelépett a Sevilla első számú csapatába, ahol ötször lehetőséget kapott mielőtt befejeződött az idény.
A 2004–2005-ös idényben Jesús folytatta megint a 'B' csapatban, hogy több tapasztalatot szerezzen. De négy meccs után már az edző a szolgálatait kérte, az első csapatban. A La Ligában 23 meccsen 2 gólt lőtt.
Május 4-én megújították a szerződését, immár 2010-ig. A Spanyol U21-es nemzeti válogatottba is behívták.
2005–2006: Tizenegy meccset játszott az UEFA-kupában és nagy szerepet játszott a Sevilla 4–0-s győzelmében, a Middlesbrough FC ellen, az UEFA-kupa fináléjában. Miután megnyerte az UEFA-Kupát a Sevillával, több nemzetközi nagy klub érdeklődött iránta, hogy leigazolják, az egyik legnagyobb kérő az Arsenal volt.

## Magánélete
Navas krónikus honvágyban szenved, amikor nagyon távol van Sevillától. Pánikbetegségben szenved. Kezdetben megtagadta az utazást Amerikába a Sevillával, az előszezon során. De később eldöntötte hogy szeretne elutazni, hogy megszabaduljon ettől az állapottól.

## Sikerei, díjai

### Klub
- Sevilla:
  - Spanyol kupa: 2006–07, 2009–10
  - Spanyol szuperkupa: 2007
  - UEFA-kupa: 2005-06, 2006–07
  - Európa-liga: 2019–20, 2022–23
  - UEFA-szuperkupa: 2006

- Manchester City:
  - Angol bajnokság: 2013–14
  - Angol ligakupa: 2013–14, 2015–16

### Válogatott
- Spanyolország:
  - Világbajnok: 2010
  - Európa-bajnok: 2012, 2024

## Külső hivatkozások
- Profilja a Sevilla honlapján
- BDFutbol profil
- National team data
- Jesús Navas adatlapja a National-Football-Teams.com oldalon (angolul)

- Jesús Navas – a FIFA adatbázisában
- 2010 FIFA World Cup profil Archiválva 2012. augusztus 26-i dátummal a Wayback Machine-ben
- Transfermarkt profil